# Konrad Bestle
Konrad Maria Bestle (* 24. Mai 1984 in Krumbach) ist ein deutscher römisch-katholischer Geistlicher des Bistums Augsburg. Von 2023 bis 2024 war er Rektor des Campo Santo Teutonico im Vatikan. Seit 2024 ist er Pfarrer der Pfarreiengemeinschaft Seeshaupt.

## Leben
Konrad Bestle wuchs in Ursberg im bayerisch-schwäbischen Landkreis Günzburg auf und engagierte sich als Jugendlicher in der Pfarrei St. Johannes Evangelist. Er war Fußballschiedsrichter bis zur Landesliga und als Assistent in der A-Junioren-Bundesliga in Süddeutschland aktiv. Bestle trat in das Priesterseminar Augsburg ein und studierte Philosophie und katholische Theologie in Augsburg und an der Päpstlichen Universität Gregoriana in Rom. Am 26. Juni 2011 empfing er die Priesterweihe im Augsburger Dom durch Bischof Konrad Zdarsa. Seine Primiz feierte er in Ursberg. Er war Kaplan in Marktoberdorf und Memmingen. 2014 wurde er Leiter der Berufungspastoral im Bistum Augsburg. 2016 wurde er im Erzbistum Westminster in London tätig. 2018 wechselte er nach Rom und war Kurat an der deutschsprachigen Nationalkirche Santa Maria dell’Anima, wo er auch als Seelsorger wirkte.

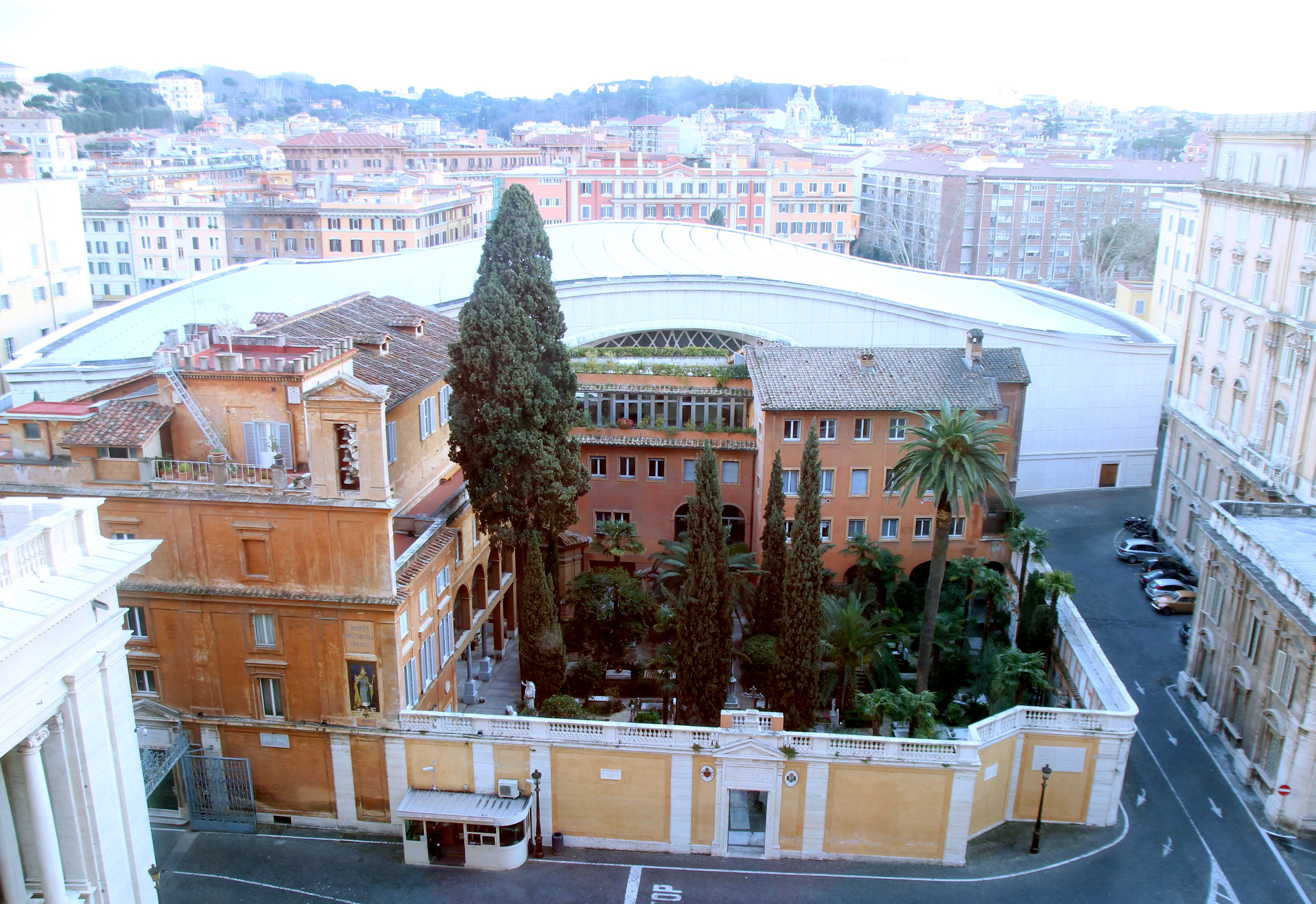
Campo Santo Teutonico (2013)

Am 31. Januar 2023 wurde Konrad Bestle von der Deutschen Bischofskonferenz nach Absprache mit der Österreichischen Bischofskonferenz und der Erzbruderschaft mit Wirkung zum 1. Februar 2023 als Nachfolger von Hans-Peter Fischer zum Rektor des Campo Santo Teutonico und des dazugehörigen Deutschen Priesterkollegs (Pontificio Collegio Teutonico) ernannt. Zugleich wurde er Rektor der am Campo Santo Teutonico angesiedelten „Erzbruderschaft zur Schmerzhaften Muttergottes“ (italienisch Arciconfraternità di Santa Maria della Pietà), die seit 1454 der rechtliche Eigentümer des Campo Santo Teutonico ist. Am 19. März 2023 erfolgte die Investitur durch Bertram Meier, Bischof von Augsburg und Beauftragter der Deutschen Bischofskonferenz für den Campo Santo Teutonico. Am 11. März 2024 wurde Konrad Bestle auf eigenen Wunsch hin zurück in sein Heimatbistum Augsburg versetzt. Ende September 2024 wurde er als Pfarrer der Pfarreiengemeinschaft Seeshaupt, Bernried und Iffeldorf eingeführt.
2021 wurde er zusammen mit dem Rektor der Anima Michael Max und Jean-Claude Kardinal Hollerich in die Studentenverbindung KAV Capitolina Rom im CV aufgenommen.